# Historikerstreit

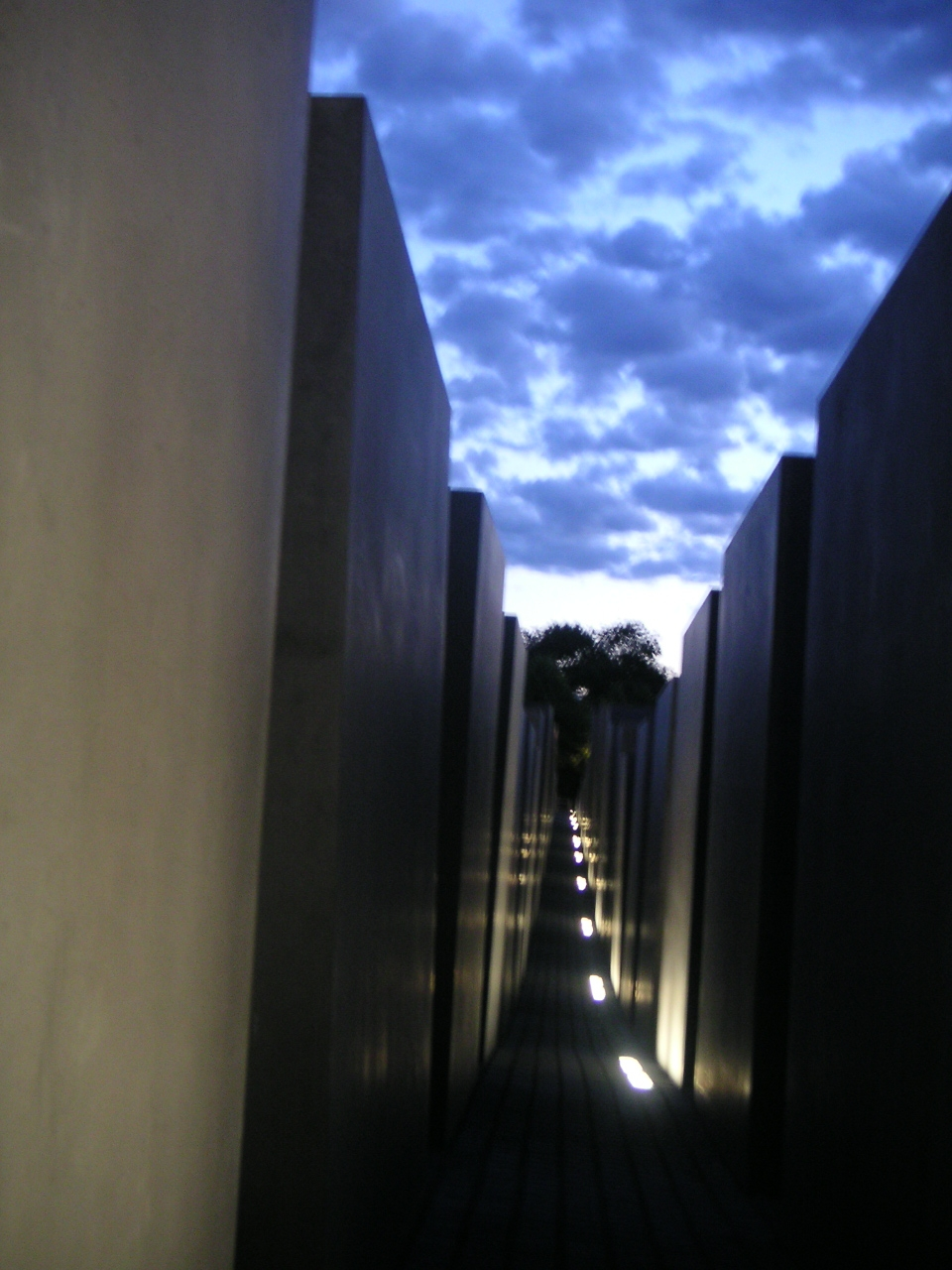
Gedenkteken voor de vermoorde Europese Joden (Berlijn)

De Historikerstreit is de polemiek die van 1986 tot 1988 werd gevoerd door Duitse intellectuelen over oorsprong en plaats in de geschiedenis van de Holocaust en het nationaalsocialisme. Hoofdrolspelers in deze polemiek waren Ernst Nolte en Jürgen Habermas. Ook in het Nederlands wordt meestal de Duitse term Historikerstreit gebruikt om naar dit debat te verwijzen.

## Het debat
De Historikerstreit was een fel debat dat internationaal sterk de aandacht trok. Het vond plaats enkele jaren nadat de conservatief-liberale regering van Helmut Kohl was aangetreden en het politieke klimaat in Europa een verschuiving naar rechts doormaakte. De aanleiding tot het debat was een artikel van de Duitse historicus Ernst Nolte over de kennelijke onmogelijkheid van de Duitse misdaden in de Tweede Wereldoorlog om te gaan behoren tot de geschiedenis. Nolte trok parallellen tussen Auschwitz en de Goelag-archipel en tastte daarmee in de ogen van zijn tegenstanders de uniciteit van Auschwitz aan. Het debat werd geopend door de socioloog en filosoof Jürgen Habermas die een aantal historici, onder wie Nolte, verweet dat ze de gruwelijke waarheid van nationaalsocialisme en Holocaust wilden bagatelliseren.
In de Historikerstreit werden niet de algemeen bekende feiten over Holocaust en Goelag-Archipel betwist, maar de historische en politieke waardering van die feiten; de algemeen bekende feiten werden door de debaters aanvaard. Andere deelnemers aan het debat waren onder andere Andreas Hillgruber, Klaus Hildebrand, Michaël Stürmer en Hans-Ulrich Wehler.